# Ulrich Kubisch
Lutz-Ulrich Kubisch (als Autor oft kurz: Ulrich Kubisch) (* 1951 in Bremen) ist ein deutscher Historiker.
Kubisch war zwischen 1984 und 2016 Leiter der Abteilung „Straßenverkehr“ im Deutschen Technikmuseum in Berlin. Er hat mehrere Bücher und Aufsätze zur Geschichte der Straßenfahrzeuge und zu Randgebieten geschrieben.